# 83-я гвардейская стрелковая дивизия
83-я гвардейская стрелковая Городокская Краснознамённая ордена Суворова дивизия — соединение мотострелковых войск РККА во время Великой Отечественной войны. Период боевых действий: с 10 апреля 1943 года по 9 мая 1945 года.

## История
Ведёт свою историю от 97-й стрелковой дивизии (2-го формирования), которая сформирована в ЗабВО в районе ст. Дивизионной (Улан-Удэ) как 456-я стрелковая дивизия

### Боевой путь
10 апреля 1943 года была преобразована в 83-ю гвардейскую стрелковую дивизию. За боевые заслуги дивизия удостоена почётного наименования «Городокская»;
награждена орденом Красного Знамени и орденом Суворова.
Дивизия участвовала в боях на Орловско-Курской дуге, освобождала Белоруссию и Литву, прошла с боями всю Восточную Пруссию.
Участие в операциях:
- 07 — 08.1943 Орловская наступательная операция
- 09 — 10.1943 Брянская операция
- 10 — 12.1943 Городокская операция
- 06.1944 Витебско-Оршанская наступательная операция
- 06 — 07.1944 Минская наступательная операция
- 07.1944 Вильнюсская наступательная операция:
- 07 — 08.1944 Каунасская наступательная операция
- Восточно-Прусская наступательная операция:
  - 10.1944 Гумбиннен-Гольдапская наступательная операция
  - 01.1945 Кёнигсбергская операция
  - 04.1945 штурм города-крепостиКёнигсберг
  - 24-25.04.1945 штурм военно-морской базы Пиллау (Балтийск)
- Завершающим этапом её боевого пути было участие в разгроме земландской группировки немецких войск и штурме города и морской крепости крепости Пиллау
- 25-27.04.1945 форсирование пролива Зеетиф, соединяющий Балтийское море с заливом Фришес-Хафф
- 28.04-05.05.1945 разгром противника на косе Фрише-Нерунг.
- В период с 1945 по 1946 гг. дивизия была расформирована.

## Состав
(с 10.04.1943)
- 248-й гвардейский стрелковый полк
- 250-й гвардейский стрелковый полк
- 252-й гвардейский стрелковый полк
- 187-й гвардейский артиллерийский полк
- 89-й отдельный гвардейский самоходный артиллерийский дивизион(89-й отдельный гвардейский истребительно-противотанковый дивизион)
- 84-я отдельная гвардейская разведывательная рота
- 94-й отдельный гвардейский сапёрный батальон
- 114-й отдельный гвардейский батальон связи
- 447-й (90) отдельный медико-санитарный батальон
- 87-я отдельная гвардейская рота химической защиты (до 03.05.1943 68-я отдельная рота химической защиты),
- 736-я (85) автотранспортная рота,
- 596-я (81) полевая хлебопекарня,
- 544-й (86) дивизионный ветеринарный лазарет,
- 1664-я полевая почтовая станция,
- 1097-я полевая касса Государственного банка СССР[3]

## Подчинение
- Входила в состав 8-го гвардейского стрелкового корпуса 11-й гвардейской армии

## Командование[4]
- Дивизией командовали:
- Воробьёв Яков Степанович (10.04.1943 — 09.01.1944), гвардии генерал-майор;
- Маслов, Алексей Григорьевич (10.01.1944 — 20.02.1944), генерал-майор;
- Соколов, Алексей Петрович (21.02.1944 — 27.02.1944), полковник;
- Маслов, Алексей Григорьевич (28.02.1944 — 20.07.1944), генерал-майор;
- Соколов, Алексей Петрович (21.07.1944 — 28.07.1944), полковник;
- Маслов, Алексей Григорьевич (29.07.1944 — 09.05.1945), генерал-майор.

Начальники штаба:
- Азаров Анатолий Яковлевич, (?- январь 1944 г.- ?), гвардии полковник

Командующие артиллерией:
- Томилин Игнат Фёдорович, гвардии полковник, (?- декабрь 1944 года — ?)

- 248-й гвардейский стрелковый полк:
- Яблоков Василий Михайлович (с 03.04.1943) (есть пометка — не числится)
- Трухачев Николай Фёдорович (по 12.08.1943), погиб 12.08.1943
- Сироткин Дмитрий Иванович (23.08.1943 — 24.07.1944)
- Зубченко Григорий Иванович (23.07.1944 — 25.08.1944)
- Ирматов Чингис Хусанович (10.04.1943-?)

…
- Алещенко Пётр Самуилович (с 10.12.1944)
- Матыльянэс Аркадий Михайлович (26.02.1945 — 08.04.1945), ранен
- Белоусов Пётр Алексеевич (с 05.05.1945)
- Козюлин Василий Михайлович (с 14.05.1945)
- Волков Михаил Иванович (12.10.1945 — 30.08.1946)

- 250-й гвардейский стрелковый полк:
- Басыров Закуван Мударисович (25.08.1944 — 24.03.1945), погиб 24.03.1945
- Вахрушев Пётр Васильевич (с 29.03.1945)
- Пруцаков Иван Савельевич (05.09.1945 — 22.05.1946)

- 252-й гвардейский стрелковый полк:
- Яблоков Василий Михайлович (00.06.1943 — 26.02.1945)
- Иванников Александр Михайлович (26.02.1945 — 22.03.1945)
- Костык Георгий Матвеевич (с 12.10.1945)
- Червяков Фёдор Васильевич (15.10.1945 — 16.08.1946)

## Почётные наименования и награды
- 10 апреля 1943 года — почетное звание  «Гвардейская»- после преобразования 97-й трелковой дивизии (2-го формирования).
- 21 декабря 1943 года —  Орден Красного Знамени — награждена указом Президиума Верховного Совета СССР от 21 декабря 1943 года за образцовое выполнение боевых заданий командования на фронте борьбы с немецкими захватчиками и проявленные при этом доблесть и мужество.[5]
- 24 декабря 1943 года — почётное наименование «Городокская» — присвоено приказом Верховного Главнокомандующего от 24 декабря 1943 года за отличие в боях при овладении важным опорным пунктом обороны немецких войск на витебском направлении городом Городок.
- 10 июля 1944 года —  Орден Суворова II степени — награждена указом Президиума Верховного Совета СССР от 10 июля 1944 года за образцовое выполнение заданий командования в боях с немецкими захватчиками при форсировании реки Березина, за овладение городом Борисов и проявленные при этом доблесть и мужество[6]

Награды частей дивизии:
- 248-й гвардейский стрелковый ордена Кутузова[7] полк
- 252-й гвардейский стрелковый ордена Суворова[7] полк

## Память
- Дивизия увековечена на плите мемориального комплекса «Воинам-сибирякам», Ленино-Снегирёвский военно-исторический музей.

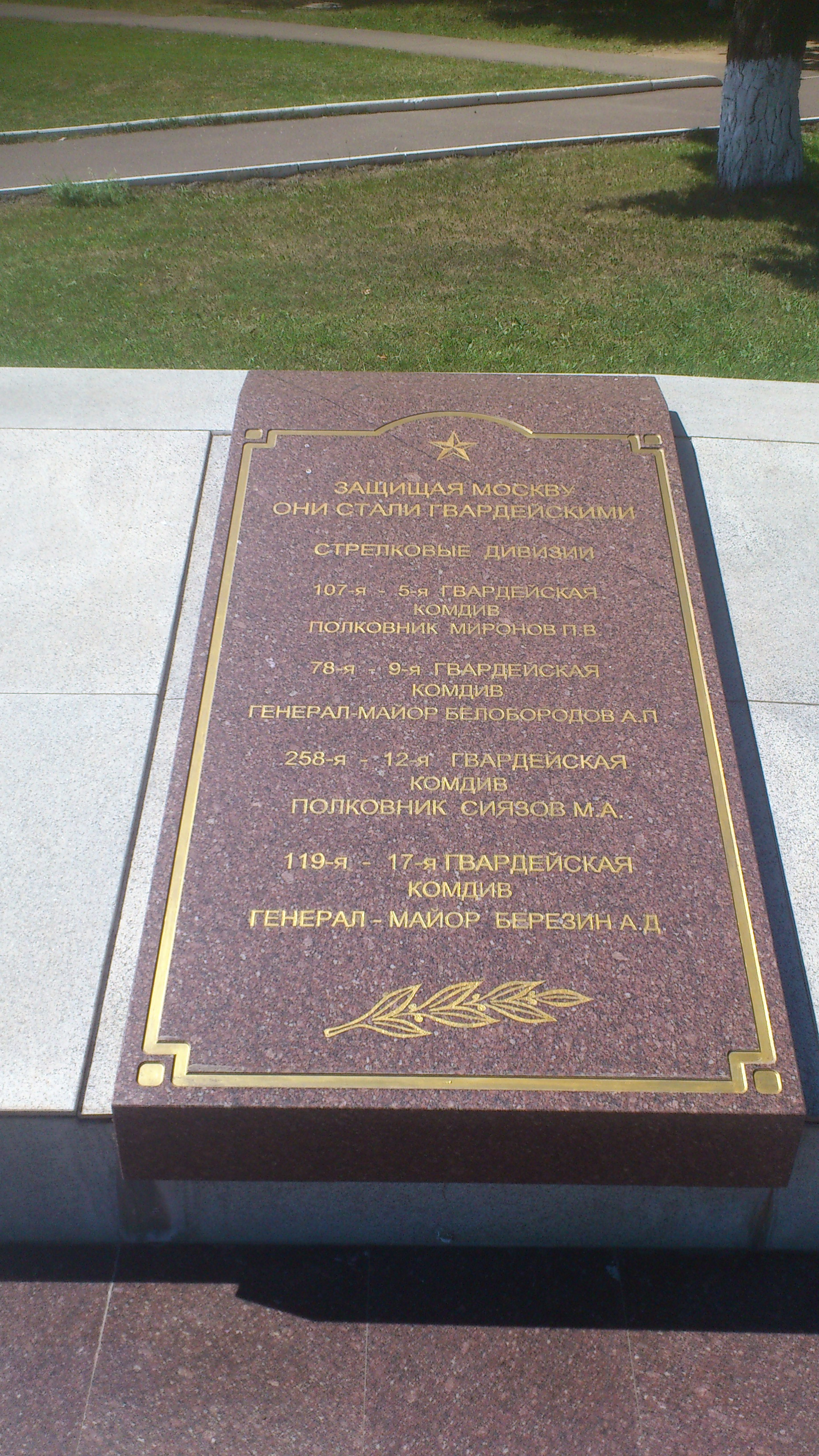
«Защищая Москву, они стали гвардейскими» — на плите мемориального комплекса «Воинам-сибирякам».
Мемориальный комплекс «Воинам-сибирякам», Ленино-Снегирёвский военно-исторический музей.

## Отличившиеся воины дивизии
- Афанасьев, Никифор Самсонович, гвардии старший сержант, снайпер 250-го гвардейского стрелкового полка.
- Воробьёв Яков Степанович, гвардии генерал-майор, командир дивизии.

За мужество и отвагу, проявленные при форсировании пролива Зеетиф, высадке десанта и освобождения косы Фрише-Нерунг от немецко-фашистских захватчиков было присвоено звание Героя Советского Союза:
- гв. майору Волкодаву Ивану Егоровичу — заместителю командира 250 гв.сп по строевой части;
- гв. лейтенанту Каменных Ивану Иосифовичу — командиру пулемётного взвода 250 гв.сп;
- гв. старшему лейтенанту Круглову Леониду Семёновичу — заместителю командира батальона 252 гв.сп;
- гв. рядовому Липчанскому Ивану Карповичу — наводчику ручного пулемёта 248 гв. сп;
- гв. майору Митракову Виктору Дмитриевичу — командиру батальона 250 гв.сп;
- гв. капитану Некрасову Леопольду Борисовичу — командиру миномётной роты 248 гв.сп;
- гв. капитану Пронину Константину Никаноровичу — заместителю командира батальона по политической части 250 гв.сп;
- гв. младшему лейтенанту Ротко Фёдору Никитовичу — командиру взвода сводного десантного полка 83-й гв.сд;
- гв. старшему лейтенанту Шишигину Василию Михайловичу — командиру пулемётной роты 248 гв.сп.

 Кавалеры ордена Славы 3-х степеней:
- Андрейчев, Михаил Иванович, гвардии сержант, командир отделения 252 гвардейского стрелкового полка.
- Кибальный Василий Захарович, гвардии старшина, командир расчёта станкового пулемёта 252 гвардейского стрелкового полка.
- Рагимов Рагим Джафар оглы, гвардии старшина, командир миномётного расчёта миномётной роты 252 гвардейского стрелкового полка.

За мужество и отвагу, проявленные на Орловско-Курской дуге у деревни Ульяново, награждён «Медалью за отвагу», Приказ №: 16/н от: 28.07.1943
- гв. сержант Устюгов Сергей Николаевич — командир пулемётного отделения 2-й пулемётной роты 250 гв.сп.
- гв. рядовой Костыльков Николай Александрович — пулемётчик взвода ПВО 250 гв.сп.